# Герои Олимпа. Кровь Олимпа
«Герои Олимпа. Кровь Олимпа» (англ. The Blood of Olympus) — американский приключенческий роман в жанре фэнтези 2014 года, написанный Риком Риорданом. Сюжет основан на греческой мифологии и римской мифологии. Это пятая и заключительная книга из цикла Герои Олимпа, а также сиквел романа «Дом Аида» и приквел книги «Тайный оракул».
По сюжету, семёрка греческих и римских полубогов из «Пророчества Семи» — Перси Джексон, Аннабет Чейз, Лео Вальдес, Пайпер МакЛин, Джейсон Грейс, Хейзел Левеск и Фрэнк Чжан — отправляются в своё последнее приключение, чтобы остановить Гею/Теллус, в то время как Нико ди Анджело, Рейна Авила Рамирес-Ареллано и тренер Глисон Хедж пытаются доставить статую Афины Парфенос в Лагерь Полукровок, дабы предотвратить войну между греческими и римскими полубогами. Повествование ведётся от третьего лица, поочерёдно фокусируясь на персонажах Джейсона, Пайпер, Лео, Рейны и Нико. Впервые в серии центральными персонажами выступают герои, не относящиеся к семёрке из пророчества.

## Сюжет
После событий предыдущего романа, Джейсон, Пайпер и Аннабет маскируются под действием тумана Хейзел, чтобы проникнуть в дом Одиссея в Итаке, где собираются воскресшие души Геи. Они узнают, что армия Геи не планирует вторгаться на гору Олимп, как ожидалось, вместо этого намереваясь напасть на Акрополь в Афинах, где собралось большинство из них. Поскольку Коринфский залив сильно укреплён и охраняется армией, полубоги решают, что у них нет другого выбора, кроме как обойти Пелопоннес, чтобы добраться до Афин. Когда Майкл Варус, одна из душ, раскрывает обман полубогов, он заставляет Джейсона противостоять безумному духу его матери, который Джейсон отвергает, однако затем получает тяжёлое ранение от Варуса. Когда Джейсон идёт на поправку, троица полубогов использует брачную кровать Одиссея, чтобы призвать Юнону, которая просит их найти Нику в Олимпии и связаться с Артемидой и Аполлоном, изгнанных Зевсом. В Олимпии Перси, Лео, Хейзел и Фрэнк вынужденно принимают участие в смертельных Олимпийских играх Ники, однако успешно ловят её. Она заявляет, что одному из них суждено умереть, и спастись он сможет только благодаря сыворотке жизни, лекарства, состоящего из мяты Пилоса, сердцебиения скованного бога и проклятия Делоса.
Фрэнк добывает первый ингредиент от своих родственников-оборотней в Пилосе. В Спарте, Пайпер и Аннабет получают второй ингредиент благодаря махаи, из статуи Ареса в храме Фобоса и Деймоса, побеждая Мимаса. Во время плавания по Эгейскому морю, сильный шторм обрушивается на Арго II , который, как обнаруживают Перси и Джейсон, был вызван Кимополеей, дочерью Посейдона, которая работает с Полиботом. Джейсон убеждает Кимополею перейти на их сторону, и они вместе убивают Полибота. Взамен Джейсон клянется стать понтификом после войны. Добравшись до Миконоса, Лео, Фрэнк и Хейзел встречаются с Артемидой и Аполлоном в Делосе, где, по предложению Лео, Аполлон даёт им третий ингредиент — проклятую маргаритку. Также Аполлон раскрывает, что его сын Асклепий способен изготовить сыворотку, передавая героям его координаты. Лео рассказывает Хейзел и Фрэнку о своём плане принести себя в жертву и победить Гею, чтобы затем ввести себе сыворотку. Тем временем Рейна Авила Рамирес-Ареллано, Нико ди Анджело и тренер Хедж отправляются в Лагерь Полукровок с Афиной Парфенос. В Эворе на них нападает Ликаон со своими помощниками, которых они побеждают и отправляются в Сан-Хуан, на родину Рейны. Рейна попадает в плен к охотницам Артемиды, объединившимся с амазонками во главе с сестрой Рейны, Хиллой. Появляется гигант Орион, который убивает большинство охотниц и амазонок. Рейна, Нико и Хедж отправляются в Южную Каролину. Рейна рассказывает Нико и Хеджу, что она убила обезумевшего духа своего отца, в то время как за ней тайно наблюдает Брайс Лоуренс, полубог, которого Рейна когда-то выгнала из Нового Рима, впоследствии восстановленного в правах Октавианом. Он пытается казнить Рейну за убийство, но впавший в ярость Нико превращает его в призрака.
Прибыв в Лагерь Полукровок с помощью Пегаса и нескольких его братьев, Нико и Хедж отправляются в лагерь, в то время как Рейне, которая вновь сталкивается с Орионом, удаётся убить его благодаря её матери Беллоне и Афине. Рейна переносит Афину Парфенос, положив конец войне и соперничеству между греками и римлянами. Тем временем полубоги из пророчества направляются в Акрополь и сражаются с армией гигантов, которых они убивают с помощью богов, после того как их расколотые личности начинают вновь гармонировать друг с другом с возвращением Афины Парфенос, однако гиганты успевают ранить Перси и Аннабет, чья кровь пробуждает Гею. Первым делом Богиня земли решает уничтожить Лагерь Полукровок. Семёрка полубогов, которую Зевс успешно переносит на поле боя, прибывает для последнего сражения. Воспользовавшись даром очарования, Пайпер заставляет Гею уснуть, а Лео жертвует собой с помощью недавно возрождённого Фестуса, взорвав Гею, что в сочетании с атакой Октавиана уничтожает богиню. Греки и римляне отмечают свою победу в Лагере Полукровок. Нико решает осесть в Лагере Полукровок, а также рассказывает Перси, что когда-то был в него влюблён. Джейсон, ставший понтификом, планирует время от времени посещать оба лагеря, чтобы делать подношения. Перси и Аннабет также планируют переехать в Новый Рим, чтобы поступить в колледж после окончания средней школы. Тем временем Лео, который, как все думали, был мёртв, возвращается к жизни благодаря действию сыворотки жизни. Он прибывает на Огигию и воссоединяется с Калипсо. Вместе они отбывают с острова в неизвестном направлении.

## Главные герои
- Джейсон Грейс — сын Юпитера, римского аналога Зевса. Потеряв маскировку во дворце Одиссея, он сталкивается с призраком своей матери, отвергая её за то, что она оставило его, когда он был маленьким, и потому что она была манией (духом безумия), а не его настоящей матерью. Был ранен Майклом Варусом, но выжил благодаря амброзии. После встречи с Кимополеей, богиней штормов и приспешницей Геи, обещает почтить всех младших богов. Во время битвы с гигантами он вместе с отцом побеждает Порфириона. Вернувшись в Лагерь Полукровок, чтобы остановить Гею, он вместе с Пайпер и Лео противостоит богине верхом на автоматоне Фестусе. После того, как Пайпер использует своё очарование, чтобы усыпить Гею, Фестус сбрасывает Джейсона и Пайпер, после чего Лео взрывается, чтобы победить богиню, тогда как пару спасают орлы. Впоследствии Джейсон становится понтификом и окончательно делает выбор в пользу Лагеря Полукровок.
- Лео Вальдес — сын Гефеста, греческого бога огня и кузни. Он и Перси становятся хорошими друзьями, когда побеждают Нику, выведя её из себя утверждением, что Адидас, лучше чем Найк. В Миконосе, он получает проклятую маргаритку, последний ингредиент для «сыворотки жизни», передавая вальдезонатор, его музыкальный инструмент, богу Аполлону. Затем он рассказывает Фрэнку и Хейзел о своём намерении пожертвовать собой, а затем вернуться к жизни с помощью сыворотки. Во время битвы с гигантами он сражается вместе со своим отцом. В Лагере Полукровок он взрывает Гею, чтобы уничтожить её сущность и не позволить ей восстановится в дальнейшем. Погибает в результате взрыва, но возвращается к жизни благодаря сыворотке, введённому ему Фестусом. Затем вновь попадает на Огигию и забирает Калипсо с острова.
- Нико ди Анджело — сын Аида, бога подземного мира. Он доставляет Рейну, тренера Хеджа и статую Афину Парфенос в Лагерь Полукровок посредством перемещения в тени. После остановки в Везувии Рейна передаёт ему часть своей силы, чтобы тот мог продолжить путешествие. В Эворе Нико разговаривает с отцом, после чего на группу нападает Ликаон, которого Нико убивает с помощью ножа Рейны. В городе Сан-Хуан сталкиваются с Орионом, но сбегают. Прибывают в Южную Каролину, где Нико убивает Брайса Лоуренса, римского полубога, посланного Октавианом, чтобы захватить их. Верхом на пегасах трио добирается до Лагеря Полукровок, где Нико участвует в битве с силами Геи. Затем он решает остаться в Лагере Полукровок, а также признаётся Перси, что был влюблён в него, после чего проникается симпатией к Уиллу Соласу.
- Пайпер МакЛин — дочь Афродиты, богини любви. В Спарте она и Аннабет сталкиваются с гигантом Мимасом, и побеждают его, полагаясь на эмоции, а не рациональность. Затем Пайпер призывает духов махаи, чтобы убить великана. Затем она использует очарование, чтобы убедить Асклепия приготовить сыворотку жизни. Некоторое время спустя, заставляет Кекропса раскрыть ей и её товарищам секреты гигантов. Во время битвы с гигантами она сражается вместе со своей матерью, убивая Перибею. В Лагере Полукровок она усыпляет Гею, чтобы Лео смог взорвать богиню. После окончания битвы, остаётся в Лагере Полукровок вместе с Джейсоном.
- Рейна Авила Рамирес-Ареллано — дочь Беллоны, римской богини войны, а также претор лагеря Юпитер. В Сан-Хуане, её родине, её захватывают охотницы Артемиды, возглавляемые Талией Грейс, а также амазонки её сестры Хиллы. В Южной Каролине выясняется, что её отец сошёл с ума после войны в Ираке и стал одержим Беллоной, превратив детство Рейны и Хиллы в кошмар. Она была вынуждена убить его, защищая сестру. В устье Лонг-Айленда она побеждает Ориона благодаря поддержке своей матери и Афины. Будучи дочерью Беллоны, обладает способностью передавать часть своей силы.
- Аннабет Чейз — дочь Афины, греческой богини мудрости. Вместе с Пайпер сопровождает Джейсона во дворце Одиссея. Когда мать Джейсона пытается сбить его с пути, она заявляет ему, что та является манией. С помощью амброзии исцеляет Джейсона от ранения, нанесённого Майклом Варусом. С помощью азбуки Морзе может общаться с Лео. Во время битвы с гигантами она сражается вместе со своей матерью против Энкелада. После окончания войны с Геей, Аннабет и Перси решают поступить в колледж в Новом Риме.
- Фрэнк Чжан — сын Марса, римского бога войны, а также претор Лагеря Юпитера. Забирает Джейсона обратно на Арго II. Когда группа сталкивается с Никой и побеждает в её игре, Фрэнк затыкает ей рот, прежде чем та их проклинает. После этого он добывает первый компонент сыворотки жизни. Прибыв в Афины, он помогает победить Кекропа и сражается вместе с Аресом против гигантов.
- Хейзел Левеск — дочь Плутона, римского бога мёртвых и богатства. Она использует туман, чтобы замаскировать Джейсона, Пайпер и Аннабет во время их посещения дворца Одиссея. В битве против гигантов сражается бок о бок с греческой богиней Гекатой. После победы над Гаей, становится центурионом пятой когорты в Лагере Юпитера.
- Октавиан — потомок римского воплощения Аполлона и авгур Лагеря Юпитера. После объявления войны греческим полубогам начинает нападение на Лагерь Полукровок, когда Рейна оставляет его у власти, чтобы отправиться в Европу. Он отправляет Брайса Лоуренса захватить Рейну и отправить её под трибунал. Пытается всячески не допустить объединения греков и римлян и помешать транспортировку Афины Парфенос. Позже он выстреливает из онагра и вместе со снарядом летит по направлению к Гее и Лео Вальдесу. Октавиан погибает во взрыве.
- Перси Джексон — сын Посейдона, бога морей. Является главным героем цикла Перси Джексон и Олимпийцы. После урагана он и Джейсон падают на дно моря и сталкиваются с Кимополеей. Когда гигант Полибот захватывает Перси, Джейсон обещает почтить богиню, если она поможет им. Кимополея принимает сделку и убивает гиганта, освобождая Перси. В Афинах он в конечном итоге пробуждает Гею после того, как капля крови из его носа падает на землю во время битвы с другими гигантами, в которой он сражался вместе со своим отцом. После победы в войне Рейна и Фрэнк позволяют Перси и Аннабет учиться в колледже и жить в Новой Роме, в Лагере Юпитера. Также Нико раскрывает Перси, что долгое время был влюблён в него, что сильно шокирует Перси.

## Разработка и маркетинг
Рик Риордан объявил название пятого и заключительного романа цикла Герои Олимпа в день выхода четвёртой книги, «Дома Аида». Обложка с участием Джейсона, Фрэнка, Хейзел и двух гигантов была опубликована 14 мая 2014 года. Первая глава истории была выпущена вместе с «Посохом Сепариса», являющегося кроссовером между циклами Наследники богов и Перси Джексон и Олимпийцы. Позднее главу можно было бесплатно прочесть онлайн. С целью продвижения книги, автор провёл рекламный тур в октябре того же года.
В одном из интервью Риордан заявил, что в книге не будет глав от лица Перси Джексона и Аннабет Чейз, поскольку им была отведена главная роль в «Дома Аида», тогда как в заключительной части, по мнению автора, они не должны были затмевать других персонажей. Также автор отметил, что основное внимание будет уделено Джейсону Грейсу, Лео Вальдесу и Пайпер МакЛин, первой троице героев цикла, появившейся в «Пропавшем герое», и что все поставленные проблемы «так или иначе будут разрешены».
Риордан признался, что для написания последней части цикла ему пришлось перечитать все предыдущие книги серии, чтобы подготовить правильное окончание. В дополнение к его частым поездкам по Европе, автор провёл онлайн-исследование мифологических сайтов, чтобы наметить ход истории и монстров и божеств, с которыми герои столкнутся в своём путешествии.

## Выпуск книги
«Кровь Олимпа» была выпущена в Соединенных Штатах компанией «Disney-Hyperion» 7 октября 2014 года с тиражом в 3 миллиона экземпляров в твёрдом переплёте. Аудиокнига (рассказанная Ником Чамином) и электронная книга стали доступны для покупки в тот же день. Книга была переведена на 37 языков и распространена в 36 странах. Специальное издание было выпущено компанией Barnes & Noble и включало плакат, изображающий противостояние героев и гигантов. 5 апреля 2016 года в США было выпущено издание в мягком переплёте.
За первую неделю выхода «Крови Олимпа» было продано более 162 000 экземпляров, тогда как продажи «Дома Аида» составили более 350 000 экземпляров. Тем не менее, к концу 2014 года было продано более 654 000 копий. С выходом, книга возглавила список бестселлеров по версии The New York Times, USA Today, Publishers Weekly и The Wall Street Journal, а также заняла восьмое место по показателям Amazon.

## Критика
Роман получил смешанные отзывы критиков. В обзоре Kirkus Reviews подчеркивались «комичные, насыщенные действием встречи с божествами, о которых большинство читателей, а иногда и персонажи, никогда не слышали». Сайт также оценил сюжетные линии Нико и Рейны, которые прошли через самопринятие. Тем не менее, критики подвергся зацикленный на пророчестве сюжет, а также романтические мини-приключения персонажей. The Guardian похвалил Риордана за «насыщенный и захватывающий» финал цикла.
В своём ревью для Common Sense Media Кэрри Р. Уидон выделила главы Рейны и Пайпер за то, что героини «оставались бесстрашными и остроумными, во время их противостояния со злодеями». Также она высоко оценила юмор Лео и заключение истории Нико. В заключении, Уидон заявила, что у книги была «удовлетворительная концовка, полная богов, великанов и кучи прощаний». Мария Гил из Fiusm заявила, что «книга не была столь весёлой и интересной, как предыдущие циклы романа, а противостояние с Геей было чересчур коротким». Тем не менее, она положительно отозвалась о завершении линии Нико. Карен Рут из Hypable сказала, что «книга не разочаровала, как завершение серии». Кроме того, ей понравилось наблюдать за событиями с точки зрения Нико. Помимо этого, она рассуждала о потенциальном продолжении книги, поскольку, по её мнению, арки некоторых героев не были завершены.
Майя Галлахер из The Buffalo News раскритиковала «Кровь Олимпа», утверждая, что Риордан «не сдержал обещание», назвав роман «хаотичном». К другим недостаткам книги Галлахер отнесла юмор, считая, что он был не уместен в некоторых сценах, где больше напрашивалась драма. Единственным положительным моментом рецензент назвала повествование от лица Рейны и Нико. В завершении, она указала, что «старые и новые фанаты узнают своих любимых персонажей на страницах, даже если те являются лишь тенью самих себя».

## Продолжение
Во время тура по продвижению «Дома Аида» Риордан объявил о своём намерении посвятить следующий цикл скандинавской мифологии. 23 сентября 2014 года стало известно, что следующая серия будет называться Магнус Чейз и Боги Асгарда, а о выходе первой книги, «Меч Лета», было сказано на последней странице «Крови Олимпа». 6 октября 2015 года книга вышла в США.
Вскоре после публикации автор также рассказал, что работает над циклом Испытания Аполлона, новой саги из пяти книг, посвящённой Аполлону и греческой мифологии. По словам Риордана, ему захотелось написать больше книг о Перси Джексона после написания книги «Греческие боги. Рассказы Перси Джексона», натолкнувшись на миф о том, как Зевс наказывает Аполлона, превратив его в смертного. Первая книга под названием «Тайный оракул» была выпущена в США 3 мая 2016 года.